# Wincenty Gniatkowski
Wincenty Gniatkowski (ur. 13 kwietnia 1897, zm. 8 marca 1971) – polski „Sprawiedliwy wśród Narodów Świata”.

## Życiorys
Wincenty Gniatowski, biedny wdowiec i ojciec sześciorga dzieci, był właścicielem małego gospodarstwa rolnego we wsi Zdania, gmina Dobryszyce, w powiecie radomszczańskim, w województwie łódzkim. Przed wojną jego żydowski przyjaciel, Abram-Mojżesz Keselman, mieszkający w pobliskim Radomsku, co roku pożyczał Gniatowskiemu pieniądze na pokrycie wydatków podczas żniw. W trakcie II wojny światowej, we wrześniu 1942 r., przed likwidacją radomszczańskiego getta, Keselman, jego synowie Alek i Heniek oraz córki Fredzia, Dora i Nacia uciekli i po wielu trudach dotarli do domu Gniatowskiego, gdzie poprosili o schronienie. Choć nie mógł sobie pozwolić na dodatkowe obciążenie, Gniatowski przyjął żydowskich uchodźców bezwarunkowo, nie oczekując niczego w zamian. Pomimo niebezpieczeństwa, jakie zagrażało jemu i szóstce jego dzieci, Gniatowski zorganizował dla nich kryjówkę w swoim gospodarstwie i dzielił się z nimi swoim skromnym wyżywieniem. Pewnego dnia niemiecka policja, zaalarmowana przez informatorów, wkroczyła do jego gospodarstwa i przeszukała gospodarstwo oraz przybudówki, ale nie znalazła uchodźców. Gniatowski został aresztowany i przesłuchany, po czym został zwolniony. W lipcu 1944 r. ojciec Abram-Mojzesz Keselman zachorował i zmarł i został pochowany w folwarku Gniatowskich. Pięcioro dzieci Keselmana przebywało u Gniatowskiego do wyzwolenia tych terenów w styczniu 1945 r.
21 maja 1997 r. Instytut Jad Waszem uhonorował Wincentego Gniatkowskiego medalem „Sprawiedliwy wśród Narodów Świata”.